# Crimson Contagion
Crimson Contagion war eine Übung des ASPR, einer Stelle im U.S. Department of Health and Human Services. Es war die bis dahin größte Übung für das ASPR, welches 12 Bundesstaaten, 96 lokale staatliche Stellen, 12 Indianer-Reservate, 87 Krankenhäuser und weitere private Organisationen involvierte. Die Übung fand vom 13. bis 16. August 2019 statt, war aber eingebettet in einer Übungsserie, in deren Rahmen vier Übungen zwischen Januar und August 2019 stattfanden.
Das Szenario sah vor, dass in China ein neues Grippevirus auftaucht und von Flugreisenden in die USA gebracht wird. Die Krankheit bricht zunächst in Chicago aus und verbreitet sich später im gesamten Land. Es wären in den USA mit 110 Millionen Erkrankten zu rechnen gewesen und etwa 500.000 Toten.
Während der Übung wurde festgestellt, dass die Behörden nicht ausreichend zusammenarbeiten können. So war unklar, welche Informationen erhoben werden sollten, es gab keine gemeinsame Datenbank verschiedener Bundesbehörden und Zuständigkeiten waren nicht geregelt. Die Leitfäden waren uneinheitlich oder auch fehlerhaft. Es zeigte sich, dass die Vereinigten Staaten nur unzureichend auf eine Pandemie so großen Ausmaßes vorbereitet gewesen wären. Infolgedessen wurde das geplante Budget für die Seuchenbekämpfung im Haushalt 2021 erhöht.
Im März 2020 wurde sichtbar, dass diese Übung starke Parallelen zur dann realen COVID-19-Pandemie in den Vereinigten Staaten hatte, welche im Dezember 2019 in China ausgebrochen war.